# The Chainsmokers
The Chainsmokers es un dúo de disc jockeys y productores originarios de Nueva York, Estados Unidos, integrado por Andrew Taggart y Alex Pall. Se formaron en 2012 y ganaron reconocimiento internacional dos años después con su sencillo «Selfie», que entró al top 20 de los mayores éxitos semanales en países como Australia, Canadá y el Reino Unido.
En 2015, el dúo volvió a tener éxito con su tema «Roses», que se convirtió en su primer top 10 en el Billboard Hot 100 al alcanzar la sexta posición del listado. Tras ello, lanzaron «Don't Let Me Down», que ingresó a los cinco primeros en Australia, Canadá, los Estados Unidos, Nueva Zelanda, el Reino Unido y Suecia. Dada sus ventas y elevados índices de streaming, la Recording Industry Association of America certificó ambos sencillos con discos multiplatino. En 2016, el dúo anotó su mayor éxito a la fecha con una canción llamada «Closer», colaboración junto a Halsey que lideró los principales conteos de los países anteriormente nombrados. En menos de seis meses, el video llegó a más de mil millones de reproduciones en YouTube. En los Premios Grammy de 2017, el dúo recibió el galardón de mejor grabación dance gracias a «Don't Let Me Down», además de tener otras dos nominaciones.

## Biografía
Andrew Taggart nació el 31 de diciembre de 1989 en Portland y fue miembro de Love Team. Alex Pall nació el 16 de mayo de 1985 en la ciudad de Nueva York y estudió arte en la Universidad de Nueva York, mientras que Taggart estudió en la Universidad de Siracusa.
En 2012, se unieron para formar el proyecto musical con cimientos en el indie, house progresivo y la música pop.  Empezaron realizando varias versiones bootleg de canciones de Dragonette, Phoenix, Two Door Cinema Club y The Wanted. En ese mismo año, colaboraron con la actriz y cantante india Priyanka Chopra en la canción "Erase". Su promocionado primer sencillo, «#SELFIE», fue lanzado en enero de 2014 por el sello Dim Mak Records, en la que incluye las voces de Alexis Killacam.

A modo de curiosidad, actuaron en un after party junto a The Strokes y con Calvin Harris, de quién se demuestran profundos admiradores.
En abril de 2015 firmaron con la discográfica Disruptor Records (subsello de Sony Music Entertainment) cuyo propietario es el mánager de la banda Adam Alpert. El 23 de octubre de 2015, lanzaron su primer EP titulado Bouquet, que incluye el éxito " Roses". Este sencillo ingresó en los diez primeros de las listas de Estados Unidos, Canadá y Australia. "Don't Let Me Down" cuenta con la colaboración de la cantante Daya. Se lanzó como sencillo el 5 de febrero de 2016 alcanzando el número 3 del Billboard Hot 100. En abril de 2016, lanzaron el sencillo, "Inside Out", con la colaboración de la cantante sueca Charlee. En julio del 2016 publicaron su sencillo, "Closer", colaboración junto a Halsey en la que Andrew Taggart también aporta su voz. Se convirtió en su sencillo más exitoso, encabezando los listados de al menos, veinticinco países entre ellos, los de Australia, el Reino Unido y en el Billboard Hot 100 de los Estados Unidos.
En noviembre de 2016, lanzan su segundo EP Collage en el que incluyen los sencillos editados ese año, "Don't Let Me Down", "Inside Out", "Closer", "All We Know" y el quinto y último sencillo, "Setting Fires". Este fue publicado el mismo día del lanzamiento del EP. La canción cuenta con la voz del dúo de música electrónica estadounidense XYLØ.
En enero de 2017, lanzan el sencillo "Paris", interpretada por Taggart junto a Emily Warren. Este se ubicó entre los diez primeros de las listas de Alemania, Australia, Canadá, el Reino Unido y el Billboard Hot 100 de los Estados Unidos, entre otras.
El dúo lanzó su álbum debut en abril de 2017. El título del álbum es Memories... Do Not Open. En él, se incluen los sencillos "Paris" y "Something Just Like This", este último con la colaboración de la banda británica Coldplay.

## Discografía
- 2016: Collage
- 2017: Memories... Do Not Open
- 2018: Sick Boy
- 2019: World War Joy
- 2022: So Far So Good
- 2023: Summertime Friends

## Ranking DJmag
| DJ               | 2014 | 2015 | 2016 | 2017 | 2018 | 2019 | 2020 | 2021 | 2022 | 2023 | 2024 |
| ---------------- | ---- | ---- | ---- | ---- | ---- | ---- | ---- | ---- | ---- | ---- | ---- |
| The Chainsmokers | 97°  | 121° | 18°  | 6°   | 31°  | 26°  | 27°  | 29°  | 46°  | 44°  | 42°  |

## Giras
- Memories Do Not Open Tour (2017)
- World War Joy Tour (2019)